# Camptoplites multispinosus
Camptoplites multispinosus är en mossdjursart som beskrevs av David och Pouyet 1986. Camptoplites multispinosus ingår i släktet Camptoplites och familjen Bugulidae. Inga underarter finns listade i Catalogue of Life.